# Nicolas Roger de Beaufort
Nicolas Roger de Beaufort (1340-1415), comte de Beaufort, vicomte de La Mothe, seigneur de Charlus, Ligny, Savennes, Chambon, Rosiers, est le fils de Guillaume II Roger, comte de Beaufort, seigneur de Rosiers-d'Égletons, et de Marie de Chambon. Il est le frère de Guillaume III Roger de Beaufort et de Grégoire XI. Il fut vicomte de Turenne.

## Biographie

### Mariage

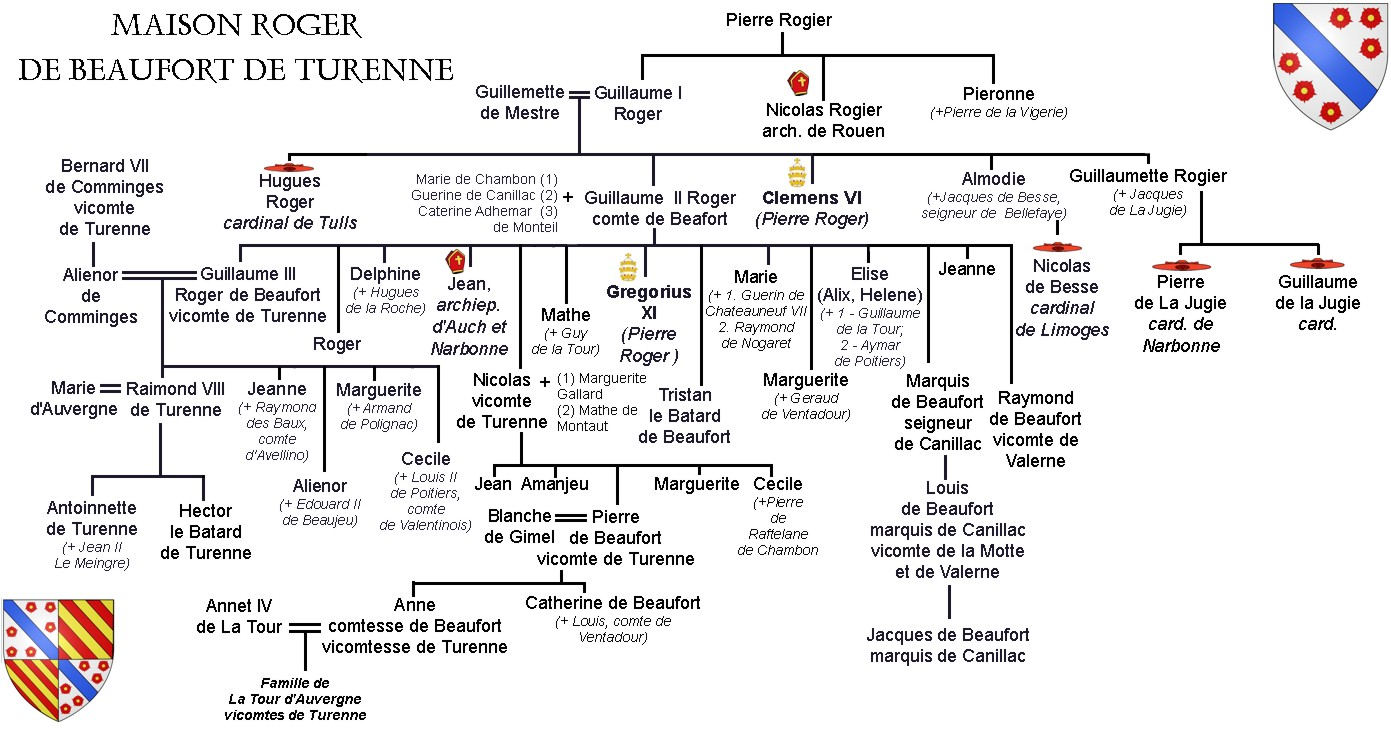

D'abord destiné aux ordres, Nicolas quitta la robe après la bataille de Poitiers au cours de laquelle son père fut fait prisonnier. Il épousa d'abord, vers 1370 Marguerite de Galard, dame de Limeuil, Miremont, Clarens et Caumont, fille de Jean de Galard, seigneur de Limeuil, et de Philippine de Toulouse-Lautrec. Devenu veuf, il se remaria le 5 février 1396, à Ma(r)the de Montaut, fille de Raymond II de Montaut, seigneur de Mussidan et de Blaye, et de Marguerite d'Albret de Vertheuil.

### Campagne d'Italie
En 1371, les seigneurs de Milan, Bernabò et Galeazzo Visconti, en guerre contre le marquisat d'Este, menaçant les possessions de l'Église, une Ligue pontificale se forma à l'initiative d'Othon de Brunswick, contre les Visconti. Placée sous le contrôle de Nicolas Roger de Beaufort et de Raymond de Turenne. Le 12 octobre 1372, Grégoire XI, envoya, vers son neveu Raymond et son frère Nicolas qui guerroyaient en Lombardie, Hugues de la Roche, son Maître d'Hôtel, accompagné de Johanes Fliscus, évêque de Verceil, de Guillaume Lodart, évêque de Lucques, de Béranger, l’abbé de Lézat, et de Jean de Sienne, conseiller de la Révérende Chambre Apostolique.
La Ligue compta comme principaux chefs de guerre Nicola Spinelli et John Hawkwood. La coalition des armées du pape, comprenait les princes de Montferrat, d'Este et de Carrare, le royaume de Naples et la maison de Savoie.
Mais dans cette guerre, le Comte vert eut plus tendance à s'approprier les fiefs de la reine Jeanne dans le Piémont qu'à favoriser les desseins pontificaux. Pour mettre un terme à ces confiscations, le 7 janvier 1373, le pape chargea son frère Nicolas d'en demander restitution, et la reine Jeanne mandata, le lendemain, Nicola Spinelli, qu'elle nommait Sénéchal du Piémont, de récupérer Borgo San Dalmazzo et Cuneo. Ce qui fut fait le 14 février 1373.
Le 8 mai 1373, à Montichiari, John Hawkwood et sa Compagnie surprirent les troupes viscontiennes s’avançant à découvert et en désordre sur le pont de bois du Chiese. Les Anglais furent rejoints par Enguerrand de Coucy, Nicolas d’Este, Othon de Brunswick, Raymond de Turenne, Louis de Valentinois et Nicolas Roger de Beaufort. Les 600 pontificaux écrasèrent les forces milanaises, fortes de 1 000 hommes d’armes, 300 archers et de nombreux piétons, sur le pont et les rives du Chiese.

### Conflit avec Gantonnet d'Abzac
Nicolas semble avoir été la bête noire de Gantonnet d'Abzac, autre Capitaine pontifical en Italie. Leur premier conflit d'intérêts remonte à 1376. Dans son testament Gantonnet explique : « À Avignon, dans l’hôtel de monseigneur Raymond de Pradelle, feu archevêque de Nicosie, mon oncle, il y avait une certaine quantité d’objets et d’argent que des sacquos avaient apporté de la ville d’Alexandrie qu’ils avaient prises, et qui est maintenant aux Sarrasins, et d’où, lorsqu’elle fut prise par les chrétiens, on prit une quantité d’objets. Les gens du pape Grégoire vinrent au-dit Hôtel et emportèrent avec eux une certaine quantité d’objets et quand le dit pape Grégoire alla à Rome, Nicolas de Beaufort, chevalier, alors seigneur de Limeuil et maintenant de Miramont, eut besoin d’argent et d’or et le trésorier du pape eut de moi en garde 1 000 florins, de mon consentement, il les donna au seigneur Nicolas que ledit seigneur Nicolas promit de me rendre à la première réquisition. 
Je n’ai reçu que 100 francs et, le temps passant, ne pouvant avoir lesdits 1 000 florins de Nicolas, je les ai demandé au trésorier du pape Clément en sa présence et celle de Nicolas, lequel trésorier dit qu’ils avaient été donnés à Nicolas, ce que ce dernier reconnut.
Nicolas de Beaufort m’envoya au lieu appelé Borrel, diocèse de Toulouse, pour reprendre ce lieu tenu par ses hommes et pour le garder, et il me promit de me dédommager de tout ce que je dépenserai pour garder ce lieu. Ensuite, j’y fus je dépensai pour le lieu de Borrel, tant pour la réparation des murs, les victuailles des gens d’armes qui y demeuraient et la garde, 400 francs-or et plus dont je n’ai eu nul remboursement. Quand je voulus partir, ledit Nicolas me donna 300 francs que j’ai donné aux gens d’armes ».

### Condition d'héritage
Le 9 août 1390, Guillaume III, vicomte de Turenne, héritier de feu Guillaume Roger, leur père, octroya à son frère Nicolas, seigneur d’Herment, les châteaux et les châtellenies du Chambon et de Rosiers à condition qu’il ne les léguât point à Jean de Limeuil, son fils passé au parti anglais. Les vicomtes de Turenne issus de Guillaume III de Beaufort de Turenne s'éteignent avec sa petite-fille Antoinette, † en 1416, femme du maréchal Jean II Le Meingre Boucicaut, † 1421.
Nicolas décéda en 1415. Postérité :
- de sa 1re femme Marguerite de Galard de Limeuil (née vers 1345-† 1370), épousée vers 1370 : 
  - Jean de Beaufort (1370-mort assassiné en 1420 par les habitants de Limeuil[10]), sire de Limeuil et Miremont (ces deux fiefs passent à sa mort à son demi-frère Pierre ci-après, et les La Tour d'Oliergues/d'Auvergne en hériteront)
- de sa 2e femme Ma(r)the de Montaut-Mussidan (née vers 1370 ; épousée en février 1396) : 
  - Amanieu Roger de Beaufort, mort jeune ;
  - Pierre de Roger de Beaufort (vers 1400-† vers 1444/1445), mari en 1432 de Blanche de Gimel. Pierre hérite de la vicomté de Turenne et de Charlus vers 1416/1421 et les transmet à sa fille aînée Anne de Rog(i)er de Beaufort, † après 1479 ; cette dernière épouse en 1444 son propre cousin germain A(g)net IV de La Tour d'Olliergues, d'où la suite des vicomtes de Turenne ;
    - Anne, vicomtesse de Turenne, comtesse de Beaufort, mariée en 1444 avec Ange IV de la Tour, seigneur d'Olliergues (1425-1489),
    - Catherine Roger de Beaufort, dame de Charlus, † 1506, elle épouse en 1445 Louis comte de Ventadour, † 1500, et leur fille Blanche de Ventadour, † 1482, passe Ventadour et Charlus à son époux Louis de Lévis de La Voulte, marié en 1472 et † en 1521, d'où les Lévis-Ventadour.

  - Marguerite Roger de Beaufort (1405- ), mariée en 1423 avec Bertrand II de La Tour d'Oliergues : parents d'Annet/A(g)net IV de La Tour d'Oliergues (vers 1425-1489) ci-après) ;
  - Cécile Roger de Beaufort (1410- ), mariée en 1427 Pierre de Rastelane du Chambon.